# El cocodril (conte)

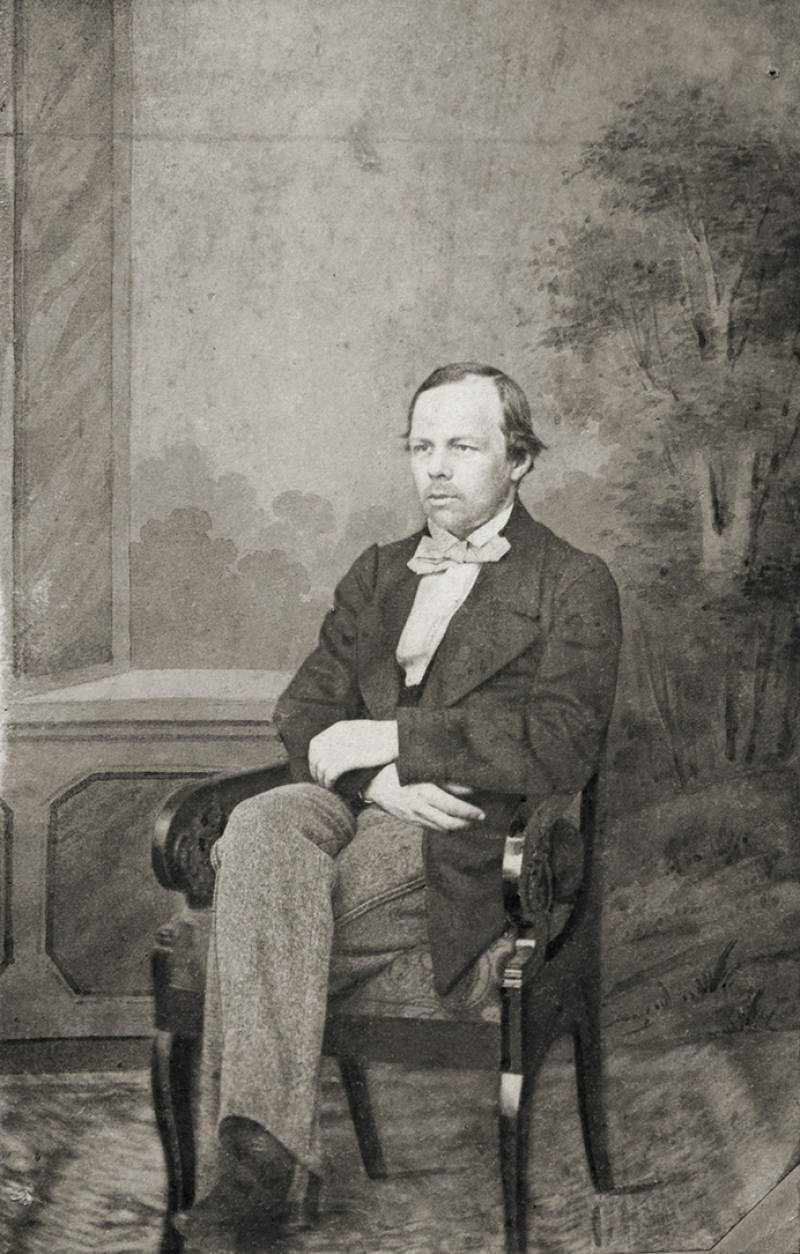

El cocodril (conte) (en rus: Крокодил, Krokodil) és un conte fantàstic de l'escriptor rus Fiódor Dostoievski, publicat per primera vegada a la revista Època el 1865. El treball va ser subtitulat Un succés extraordinari, o el que va passar al Passage.
L'autor presenta aquest text satíric com una veritable història de com «un senyor de certa edat i bona presència, fou engolit tot senser per un cocodril, sense deixar ni rastre, i del que en va resultar, de tot plegat.»

## Personatges
- Semion Semiónitx, oficial. Narrador
- Ivan Matvéitch, col·lega i parent llunyà del narrador, és menjat pel cocodril.
- Ielena Ivànovna, esposa d'Ivan Matvéitx, encantadora dona jove coqueta i voluble.
- L'alemany: propietari del cocodril, es caracteritza per la cobdícia i el seu fort accent alemany.
- L'esposa de l'alemany: sovint és anomenada "Mutter" despectivament.
- Timofei Semiónitx: funcionari, conegut del narrador
- El cocodril anomenat Karl, Karlchen o Mein Sohn pel seu propietari.

## Resum

### Capítol 1
El 13 de gener de 1865 a dos quarts d'una, el narrador acompanya un parell d'amics: Un alemany exposa un enorme cocodril viu, una autèntica «novetat a Rússia», en un local del centre comercial El Passage per la modesta entrada de 25 copecs. Ivan Matvéitx, que està a punt de viatjar a Europa veu una oportunitat «per arribar a conèixer els indígenes que hi habiten». Amb aquesta mala idèa, el narrador, el seu amic Ivan Matvéitx la seva encantadora esposa Ielena Ivànovna visiten l'exposició, que, a més del rèptil gegantí, també presenta cacatues i micos. Ielena Ivànovna estava decebuda inicialment pel cocodril, es va imaginar que seria una altra cosa. El narrador és guiat per Ielena Ivànovna a la gàbia dels micos, mentre, tot i les advertències del narrador, Ivan Matvéitx molesta el cocodril, que acaba empassant-se'l sencer.
Presa del pànic, Ielena Ivànovna li va demanar: «Esventreu-lo». Però veiem que el desafortunat empassat pel cocodril segueix contra tota lògica viu, i ben viu, la dona es tranquil·litza.

### Capítol 2
El narrador és rebut per Timofei Semionovitch, un conegut, també funcionari, per tractar d'ajudar el seu amic. Timofei Semionytch presenta tota mena d'excuses ridícules per justificar la seva falta total de reacció. Atemptar contra el cocodril seria un senyal equivocat i obstaculitzaria la inversió de capital estranger a Rússia. «Sóc de l'opinió que Ivan Matvéitx, com a autèntic fill de la pàtria, fins i tot hauria d'alegrar-se i ennorgullir-se d'haver duplicat amb la seva persona el valor d'un cocodril estranger. Això servirà per captar altres capitals d'aquest tipus. Veuran que a algú li ha donat resultat i en vindrà un altre amb un cocodril, i el tercer ja en portará dos i tres de cop, i així s'agruparà un capital al seu voltant. I és així com es forma la burguesia i com s'ha de potenciar, senyor meu.»

### Capítol 3
Ivan Matvéitx, encara atrapat al ventre del cocodril, sembla acomodar-se a la situació i sentir-se, finalment, prou còmode. Ivan Matvéitch també se les arregla per comunicar-se amb l'exterior. L'alemany va témer per la vida del seu animal, però ràpidament es veu beneficiat de la situació i la possibilitat d'augmentar el preu de l'entrada. Ielena Ivànovna, sobtadament es va convertir en una vídua sense ser-ho realment, gaudeix de la seva nova llibertat i recull a casa un bon amic... Al seu marit no li importa perquè es va fer famós i ple de glòria. Els diaris s'interessen amb el cas i cadascun conta la història a la seva manera...

### Capítol 4
Solament el narrador, únic personatge racional de la història, pateix per la desafortunada situació del seu amic, perquè ha de ser el seu secretari i rendir-li una visita diària de nit, cosa que li fastigueja la vida.